# 桂園一枝
『桂園一枝』（けいえんいっし）は、江戸時代後期に刊行された香川景樹（1768年-1843年）の家集。
文政11年（1828年）に完成し、天保元年（1830年）に刊行された。巻数は正編三冊、拾遺二冊。九八三首を収める。
小沢蘆庵（1723年-1801年）が提唱した「ただごと歌」（＝人の心が発する自然の声をそのまま言葉にした歌）の主張を発展させ、優雅・清新な歌風をもって京都を中心とした歌壇に君臨した景樹の代表作である。景樹の家風は明治時代初期までもてはやされ、この歌集の名から桂園派と称された。景樹は『古今和歌集』の歌風を理想とし、紀貫之を歌聖と仰ぎ、それを実践するためにこの歌集を自ら撰集した。歌集の構成は四季・恋・雑・雑体（長歌・旋頭歌・俳諧歌）からなっている。